# Nueva Mujer

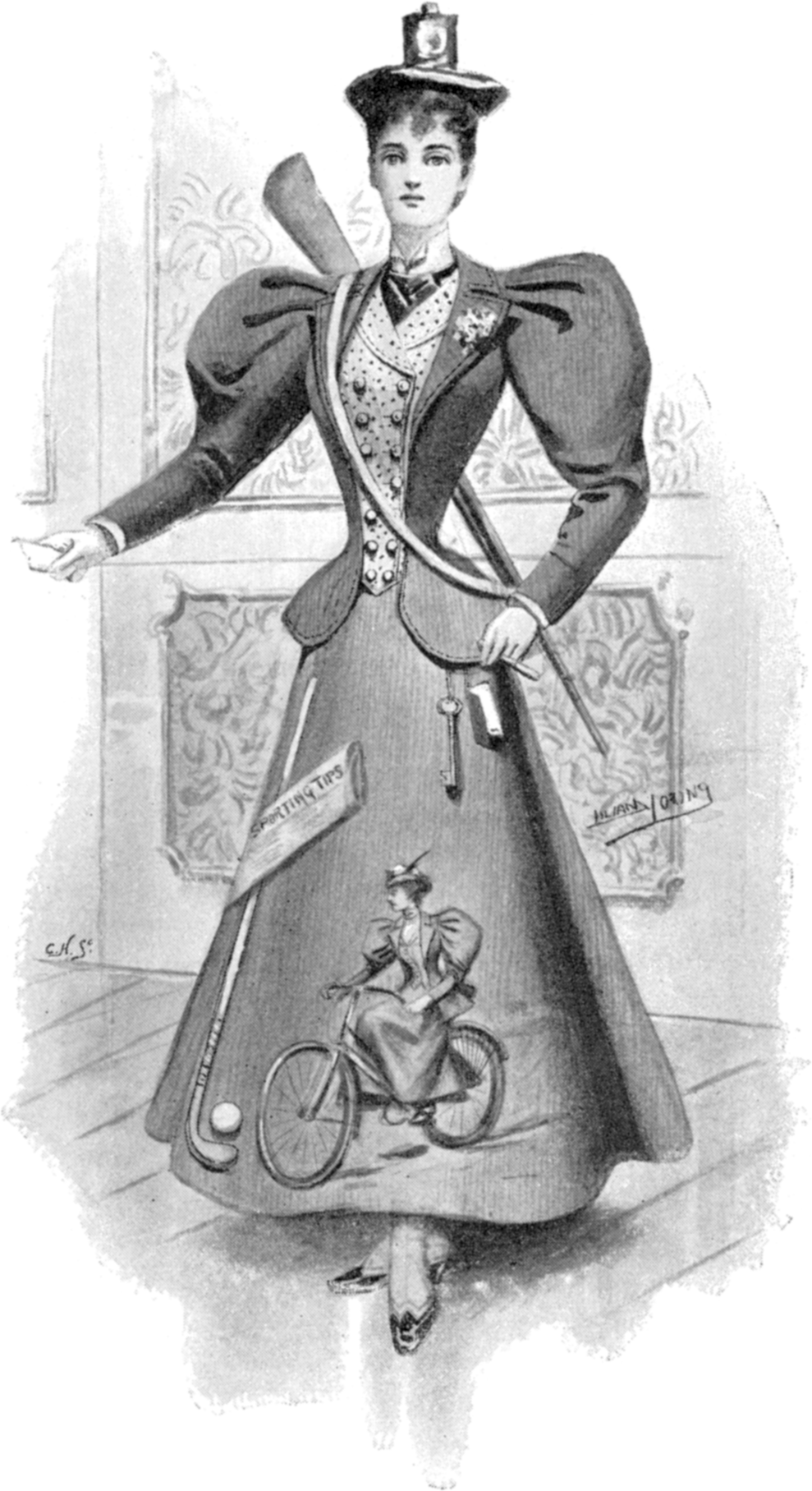
Figura de la Nueva Mujer h. 1896: Luce un traje sastre, se representa a la bicicleta frente a ella, junto con el Sporting Times y su palo de golf; lleva su libro de apuestas y una llave a un lado, una escopeta colgada del hombro, y su bello Tam o'Shanter está coronada por una lámpara de bicicleta. Tiene manchas en sus zapatos de cuero y está totalmente armada para la conquista.

La Nueva Mujer (en inglés, New Woman) era un ideal feminista que surgió a finales del siglo XIX. Una nueva mujer que empujaba los límites establecidos por la sociedad dominada por los hombres, especialmente tal como aparecía en las obras del noruego Henrik Ibsen (1828-1906). «La Nueva Mujer surgió totalmente armada del cerebro de Ibsen», según una broma de Max Beerbohm (1872-1956).
Pero en una versión menos «masculinista» del modelo de la Nueva Mujer, la formulación de Aleksandra Kolontái La mujer nueva y la moral sexual y otros escritos quizá sea un antecedente más adecuado. Para el caso español la obra de Carmen de Burgos (1867-1932), La mujer moderna y sus derechos, puede ser otro elemento importante para comprender estos nuevos modelos. 

## Literatura
Las discusiones literarias del potencial en expansión de las mujeres en la sociedad inglesa se remontan al menos a las obras Belinda (1801) de Maria Edgeworth y Aurora Leigh (1856) de Elizabeth Barrett, que exploraban la situación apremiante de la mujer entre el matrimonio convencional y la posibilidad radical de que una mujer se convirtiera en una artista independiente. En el teatro, el final del siglo XIX vio obras de Ibsen sobre la «Nueva Mujer» como Casa de muñecas (1879) y Hedda Gabler (1890), The Case of Rebellious Susan (1894) de Henry Arthur Jones y las controvertidas La profesión de la señora Warren (1893) y Cándida (1898) de George Bernard Shaw.
En la ficción, escritoras de la Nueva Mujer fueron Annie Sophie Cory (Victoria Cross), Sarah Grand, Mona Caird, George Egerton, Ella D'Arcy, Charlotte Perkins Gilman y Ella Hepworth Dixon. Algunos ejemplos de literatura de la Nueva Mujer están la obra de Victoria Cross Anna Lombard (1901), la de Dixon The Story of a Modern Woman y la de H. G. Wells Ann Veronica (1909). 
El despertar (1899) de Kate Chopin también merece una mención especial, especialmente dentro del contexto de narrativas derivadas de Madame Bovary (1856) de Flaubert pues tanto se representa la fatídica búsqueda por la independencia de las mujeres, y la realización personal a través de la experimentación sexual.
La emergencia de la flapper, inclinada hacia la moda e ir de juerga en los años veinte marca el final de la era de la Nueva Mujer.

## Referencias

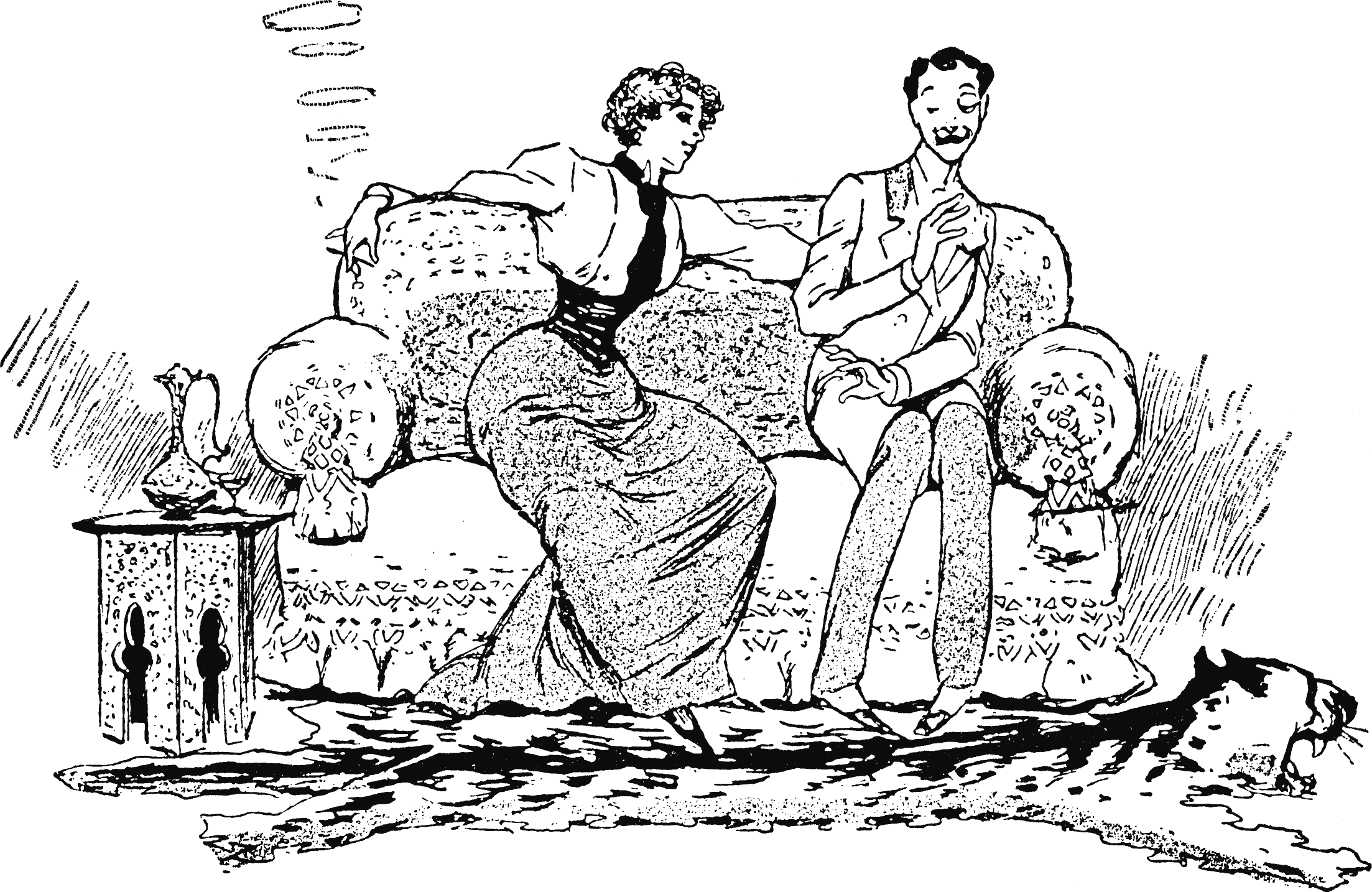
La figura de la «Nueva Mujer» fue objeto de sátira por los medios. Aquí se trata de una caricatura de 1890 sobre el cambio de los roles de género, con una mujer fumando mientras que acosa agresivamente a un hombre tímido, Karikatur Album; por C. E. Jensen; Copenhague, 1892.

## Para saber más
- A New Woman Reader, ed. Carolyn Christensen Nelson (Broadview Press: 2000) (ISBN 1-55111-295-7) (contiene el texto de la comedia satírica de Sydney Grundy de 1894 titulada The New Woman, «La Nueva Mujer»)
- Martha H. Patterson: Beyond the Gibson Girl: Reimagining the American New Woman, 1895-1915 (University of Illinois Press: 2005) (ISBN 0-252-03017-6)
- Sheila Rowbotham: A Century of Women. The History of Women in Britain and the United States (Penguin Books: 1999) (ISBN 0-14-027902-4), capítulos 1-3.
- Patterson, Martha H.  The American New Woman Revisited.  New Brunswick:  Rutgers University Press, 2008.